# Didier Tauzin
Pour les articles homonymes, voir Tauzin.
Didier Tauzin, né le 24 septembre 1950 à Dakar, est un général de division de l'armée de terre française.  Il est notamment connu pour sa participation à la guerre du Rwanda et pour sa contestation des conclusions de la Commission Mucyo.  

## Biographie

### Jeunesse
Fils de Raoul Tauzin, militaire, et de Jane Renaudin, Didier Tauzin étudie en France, au Maroc, en Centrafrique avant de rentrer au Prytanée national militaire de La Flèche qu'il quitte pour entrer à Saint-Cyr en 1971, promotion Capitaine Danjou (1971-1973),,. Il est par ailleurs titulaire d'un DESS de l'institut d'administration des entreprises de Poitiers.

### Carrière militaire
Au sein de l'Armée de terre, Didier Tauzin occupe plusieurs postes opérationnels : chef de bureau d'études et prospective, responsable de formation des officiers, administration territoriale, chargé de réorganisation.
Il entre à l'École de guerre, dont il ressort diplômé en 1988. 
De 1992 à 1994, il commande le 1er régiment de parachutistes d'infanterie de marine. Après avoir pris part au conflit au Rwanda et avoir commandé l'opération Chimère puis participé à l'opération Turquoise, il est accusé, avec ses hommes, d'être complice du génocide. À la fin de sa vie professionnelle, il prend la parole dans deux livres qu'il signe pour protester contre ces accusations et fait valoir son point de vue et celui de ses hommes à cette occasion.  
Il intègre le Centre des hautes études militaires (CHEM) et devient auditeur de l'Institut des hautes études de Défense nationale (IHEDN) en 1997.  
De 2004 à 2005, il commande le service militaire adapté.
De 2005 à 2006, à la demande de Michèle Alliot-Marie, il conçoit, puis crée l’établissement public d'insertion de la Défense (ÉPIDe),. 
Il prend sa retraite de l'armée en 2006.  

### Reconversion
Il devient enseignant à l'université de Sceaux, en charge d'un cours sur l’éthique comportementale du cadre, la prise de décision et l’éthique dans les relations internationales. Avec son épouse Brigitte, il crée une école d'inspiration bénédictine au Sénégal, à Sédhiou, en Casamance. C'était en 2010, après un voyage en 2009 en Guinée-Conakry.   

## Engagement politique

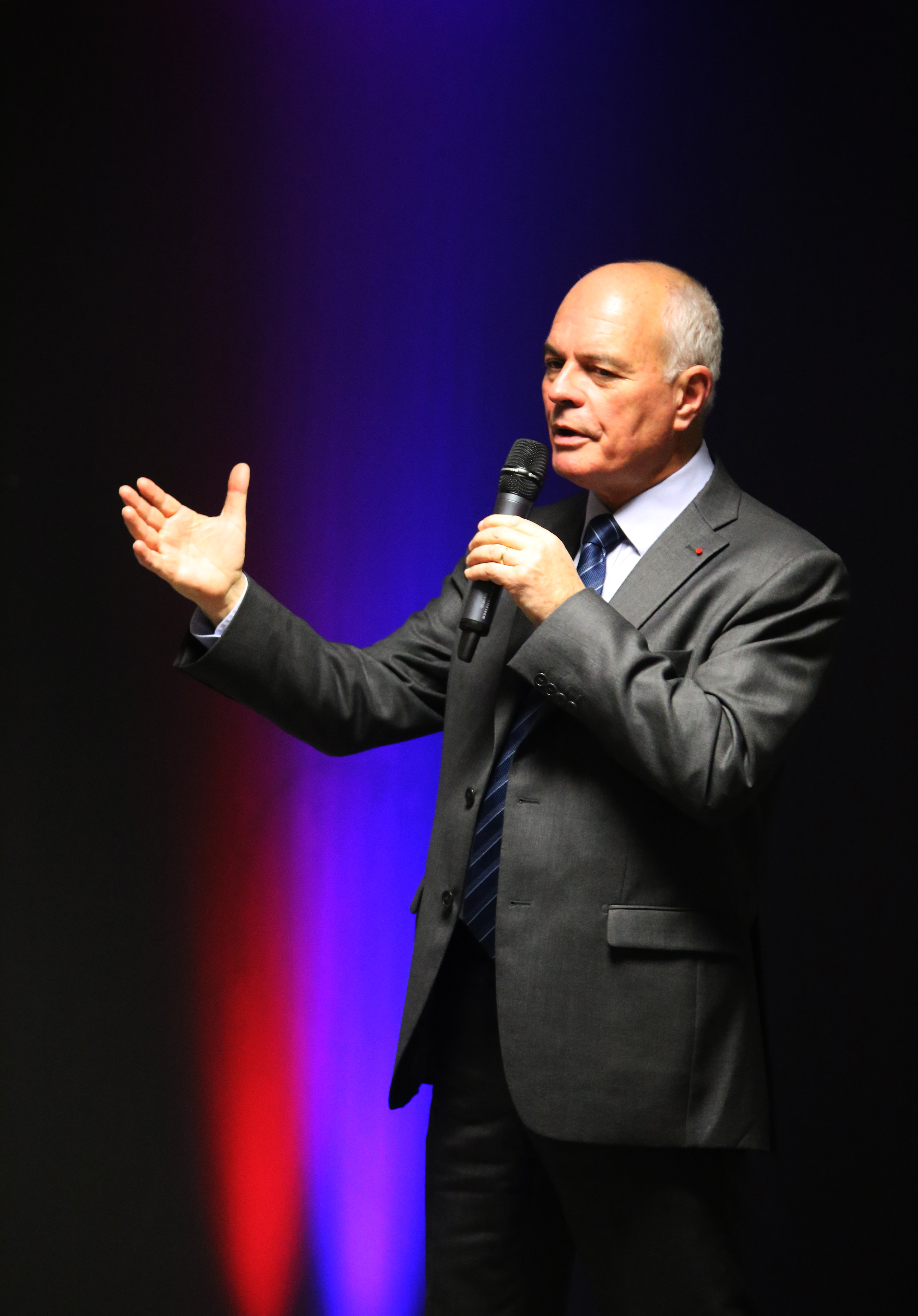
Didier Tauzin en novembre 2016, lors d'un meeting à Rennes.

En 2012 et 2013, Didier Tauzin s'engage dans le mouvement d'opposition au mariage homosexuel, à la PMA (procréation médicalement assistée) et la GPA (gestation pour autrui).
En janvier 2015, il décide de s'impliquer en politique et publie un manifeste, Rebâtir la France. Ses propositions parlent de la nécessité  de « refonder la politique comme service de l'homme et du citoyen », base sur laquelle l'économie, l'enseignement, la médecine et toutes activités humaines seront progressivement replacés au service de l'homme et du citoyen. Cet essai se vend à plus de 10 000 exemplaires. Il publie, en février 2016, un nouveau livre : Rebâtir la France. Le projet présidentiel.
En février 2016, il déplore l'arrestation du général Christian Piquemal, qui participait à Calais à une manifestation contre l'« islamisation » de l'Europe, déclarant qu'« en France, on laisse en repos ceux qui mettent le feu, et on persécute ceux qui tentent de l'éteindre ». 
En mai 2016, il annonce sa candidature à l'élection présidentielle de 2017, mais échoue à obtenir les 500 parrainages nécessaires. Il prône alors une politique libérale et conservatrice, avec un État limité à ses fonctions régaliennes,.
Il est candidat aux élections législatives de la même année dans la 2e circonscription de la Charente, obtenant 3,66 % au premier tour. 
Le 6 décembre 2018, alors qu'Emmanuel Macron fait face à la crise des Gilets Jaunes, il menace sur son compte Facebook « Nous sommes quelques officiers généraux tout à fait disposés à venir vous apprendre à faire de la politique. Éventuellement à prendre votre place si vous voulez partir, ce que, je pense, vous allez faire bientôt ».

## Décorations
|  |  |  |
|  |  |  |
|  |  |  |
|  |  |  |

- Officier de l'ordre national de la Légion d'honneur (2002)[26]
- Commandeur de l'ordre national du Mérite (France)
- Croix de la Valeur militaire (3 citations)
- Chevalier de l'ordre des Palmes académiques
- Croix du combattant
- Médaille d'outre mer
- Médaille de la Défense nationale
- Médaille de reconnaissance de la Nation
- Médaille commémorative française
- Médaille des Nations unies pour la Somalie (ONUSOM)
- Médaille des Nations unies pour l’ancienne Yougoslavie (FORPRONU)
- Médaille de l'OTAN ex-Yougoslavie

## Publications
- Rwanda, je demande Justice pour la France et ses soldats : le chef de l'opération Chimère témoigne, Paris, Jacob-Duvernet, 2011, 224 p. (OCLC 762787313)[27]
- La haine à nos trousses de Kigali à Paris : témoignage, Aix-en-Provence, Éditions Persée, 2012, 231 p. (OCLC 884269363)[28]
- Rwanda : je demande justice pour la France et ses soldats ! : le chef de l'opération Chimère témoigne, Paris, Mareuil, 2014, 231 p. (ISBN 978-2-37254-006-3)[29]
- Rebâtir la France, Paris, Mareuil, 2015, 103 p. (OCLC 900410437)[30]
- Rebâtir la France, Le projet présidentiel, Paris, Mareuil, 2016, 130 p. (ISBN 978-2-37254-028-5)
- Rebâtir la France, Mon engagement pour le quinquennat 2017-2022, Paris, Mareuil, 2017, 110 p. (ISBN 978-2-37254-053-7)
- Apprends-lui à aimer la France à en crever : mémoires, Paris, Mareuil, 2023, 263 p. (ISBN 978-2-37254-279-1)